# Dêifobo
Na mitologia grega, Dêifobo ou Deífobo, filho de Príamo e irmão de Heitor e Páris, casou com Helena de Troia depois da morte de seu segundo marido, seu irmão Páris. Foi morto por Menelau.
Athena tomou sua forma para incitar Heitor a combater Aquiles. Após a morte de Páris, obteve a posse de Helena. Após a captura de Troia, Menelau se vingou de Dêifobo, que havia tomado Helena por esposa após a morte de Alexandre; Dêifobo foi torturado até a morte, cortado em pedaços, e teve orelhas, braços, nariz e o resto do corpo cortados. Sua sombra apareceu a Eneias nos Infernos.